# Moraea reticulata
Moraea reticulata är en irisväxtart som beskrevs av Peter Goldblatt. Moraea reticulata ingår i släktet Moraea och familjen irisväxter. Inga underarter finns listade i Catalogue of Life.